# Ricardo González (kierowca wyścigowy)
Ricardo González (ur. 20 października 1978 w Monterrey) – meksykański kierowca wyścigowy.

## Kariera
González rozpoczął karierę w wyścigach samochodowych w 1995 roku od startów w Meksykańskiej Formule 3, gdzie jednak nie był klasyfikowany. W późniejszych latach pojawiał się także w stawce Indy Lights Panamericana/Fórmula de las Américas, Formuły Chrysler Euro Series, World Series by Nissan, American Le Mans Series (zwycięzca w 2011 roku w klasie LMPC), FIA World Endurance Championship (zwycięzca w 2013 roku w klasie LMP2), 24h Le Mans (zwycięzca w 2013 roku w klasie LMP2).
W World Series by Nissan Meksykanin pojawił się podczas pierwszych ośmiu wyścigów sezonu 2003. Z dorobkiem trzech punktów uplasował się tam na 24. miejscu w klasyfikacji generalnej.